# 小行星2464
小行星2464（2464 Nordenskiold）是一颗围绕太阳公转的小行星。1939年1月19日，爾約·維薩拉在图尔库发现了此天体。
該小行星以芬蘭裔瑞典探險家阿道夫·埃里克·諾登舍爾德命名。
这颗小行星的绝对星等为77.76244502605071等。